# Добра Митровић
Добривоје или Добра Митровић (Смедерево, 4. август 1886 — Давос, 22. октобар 1923) је био адвокат, политичар, председник Београдске општине, народни посланик и један од оснивача „Времена”.

## Биографија
Рођен је у Смедерву 4. августа 1886. Отац Петар је био књижар и радикалски одборник смедеревске општине.
Основну школу и четири разреда гимназије је завршио у Смедереву. Након тога је прешао у Београд, где је завршио вишу гимназију 1904. године. 
Дипломирао је Правни факултет у Београду је 1909. године.
Наредне године је добио државну службу, као писар 4. класе у Пореској управи Министарства Финансија. Нешто касније је прешао у београдски Окружни суд, ради стицања адвокастске праксе. Судијско-адвокатски испит је положио 1913. По положеном испиту је постао кмет правник Београдске општине. На том месту је га је затекао Први светски рат.
У Београду је остао све до евакуације 1915. Са братом болесним од тифуса је прешао Албанију. Брата је морао да остави у болници у Скадру, где је пао у руке непријатељу. На Крфу је постављен да ради у војној ... У Солунском процесу је наведен као један од сведока, али је током суђења његов исказ само прочитан.
Године 1917. је послат у конзулат у Женеви.
По ослобођењу се вратио у Београд, на старо место у општинској управи. У најтежем периоду, током 1918. и 1919. у разрушен и опустошеном граду је помагао својим суграђанима. Октобра 1919. је са својим друговима радикалима морао да поднесе оставку. Након тога се посветио адвокатури и политици. У то време учествовао је у оснивању штампарије „Времена”, а након што је предузеће претворено у акционарско друштво, постао је председник његовог Управног одбора (1921).
Марта 1921. године у радикалско-демократској коалицији је изабран за председника Београдске општине. Како би се суспендовали чланови управе који су били из редова комуниста, управа је поднела колективну оставку, а затим су исте године оргалнизовани нови избори у августу, када је поново изабран за председника општине. Обављајући функцију председника општине је радио на обнови општине и стварању модерне престонице. Његова заслуга је стварање Генералног урбанистичког плана Београда, плана за проширење водовода, проширење трамвајске мреже и мрежног осветљења. Уложио је доста труда у влади и код Репарационе комисије у Паризу да Београдска општина добије огромну количину материјала, у вредности од неколико стотина милиона динара, на терет репарација од Немачке. Истовремено је припремао пројекте за доношење специјалног закона за Београдску општине.
Учествовао је у припремама венчања Александра Карађорђевића и краљице Марије 1922.
Био је члан добротворног Друштва „Краљ Стефан Дечански” и добротвор Београдске трговачке омладине.

На изборима за народне посланике у марту 1923. године је био носилац радикалне листе у Травничком округу у Босни и као такав је ушао у Народну скупштину, која га је одмах изабрала за председника Финансијског одбора, због чега је поднео оставку на место председника општине.

Међутим, на пролеће 1923. се разболео и по савету лекара у јуну је отпутовао у Санаторијум Карла Турбана у Давосу у Швајцарској на лечење, где је и умро.
На предлог радикалске већине, Београдска општина је организовала пренос посмртних остатака у Београд, платила трошкове сахране и уступила бесплатну гробницу за сахрану, а његовој мајци Стани је одређено доживотно месечно издржавање, о чему је гласао општински одбор. Против предлога су гласали једино комунисти (НРПЈ) са Михаилом Тодоровићем на челу. Истом приликом је постављено питање издржавања и породица ранијих председника општина, које су такође живеле у бедном стању.
Посмртни остаци покојника су превезени у Београд и сахрањени су у Аркадама на Новом гробљу у Београду.